# John Gast
John Gast (født 21. december 1842 i Berlin, Preussen, død 26. juli 1896, Brooklyn, New York City) har malet maleriet American Progress (1872). Det er hans mest kendte værk og var en hyldest til de hvide, der erobrede prærien og skabte fremgang. Han levede det meste af sit liv i Brooklyn, New York som kunstner og litograf. Ud over hans malerier kendes ikke særligt meget til ham.